# Polynesian Airlines
Polynesian Airlines is de nationale luchtvaartmaatschappij van Samoa en heeft haar hoofdkantoor in de Samoa National Provident Fund Building in de hoofdstad Apia. Het vloog voorheen over de hele Stille Oceaan, maar door de oprichting van Polynesian Blue door de overheid en Virgin Blue (nu Virgin Australia), heeft Polynesian Airlines zich beperkt to kortere vluchten naar naburige eilanden. De thuisbasis is Fagali'i Airport in Apia.

## Geschiedenis
De luchtvaartmaatschappij werd opgericht in 1959 en begon in augustus 1959 met diensten tussen Apia en Pago Pago in Amerikaans-Samoa met behulp van een Percival Prins vliegtuig. De regering van West-Samoa verwierf meerderheidsbelang in 1971. In 1982 ondertekende Ansett Australia een vijfjarig managegement contract met de regering om de luchtvaartmaatschappij te leiden. Dit werd verlengd voor nog eens tien jaar in 1987. In februari 1995 werd een commerciële alliantie met Air New Zealand ondertekend aan marketing, verkoop en operationele relaties te ontwikkelen. Internationale jetactiviteiten zijn overgenomen door Polynesian Blue. De luchtvaartmaatschappij is volledig in handen van de regering van Samoa, die ook een 49%-belang heeft in Polynesian Blue.

## Bestemmingen en vloot
Vanaf mei 2011 heeft de luchtvaartmaatschappij lijndiensten tussen de luchthaven van Fagali'i in Samoa en van Pago Pago in Amerikaans-Samoa, met behulp van een vloot van twee De Havilland Canada DHC-6 Twin Otter vliegtuigen met 19 zetels elk.

### Eerder routenetwerk
Polynesian Airlines werd voorheen onderhouden door de volgende internationale bestemmignen: Auckland en Wellington in Nieuw-Zeeland, Brisbane, Melbourne en Sydney in Australië, Rarotonga op de Cookeilanden, Papeete in Frans-Polynesië en Honolulu en Los Angeles in de Verenigde Staten op een code share basis met Air New Zealand en in zijn eigen recht met een gehuurde Boeing 767.